# Честное равновесие
Честное равновесие — это ситуация, когда оба игрока выбирают кооперативные стратегии. Основано на эксперименте Мэттью Рэбина (1993), Incorporating Fairness into Game Theory and Economics.
Модель «честного» равновесия выходит за рамки стандартных допущений в моделировании поведения, рациональности и личных интересов, чтобы включить справедливость. Справедливость — это один из видов социальных предпочтений. Модель справедливости Рэбина включает в себя выводы из области поведенческой экономики, чтобы обеспечить альтернативную модель полезности для двух и более игроков.

## Предпосылки модели
Экономисты и теоретики игр давно используют два стандартных допущения при моделировании поведения: все игроки рациональны, и всеми ими движет только личный интерес. Эти допущения долгое время сохранялись, несмотря на растущее экспериментальное доказательство того, что и рациональность, и личный интерес ограничены.
В контексте теории игр доказательств того, что люди заботятся о том, сколько получают другие, было предостаточно. В стандартной игре «Дилемма заключенного» с одним раундом, где предполагается, что игрок («заключённый») максимизирует свой собственный выигрыш, не заботясь о выгоде других, примерно половина игроков сотрудничают. В игре «Ультиматум», в которой игрок A делает предложение разделить данную ему часть денег между собой и игроком B, а другой игрок B может либо принять (и в этом случае деление производится так, как предлагает игрок A), либо отклонить (в этом случае оба игрока ничего не получают), эгоистичные рациональные игроки B, по идее, должны принимать любое положительное предложение, но предложения менее 20 % суммы, которые предлагают игрок A, обычно отклоняются, даже если сумма денег является существенной.
Многие экономисты реагировали на это аномальное свидетельство попытками рационализировать его в рамках своей теории (как правило, утверждая, что испытуемые ошибочно применяют рациональную стратегию для повторяющейся игры в игре с одним раундом). Однако ни одно из предлагаемых объяснений не было достаточно убедительным. Людям нравится помогать тем, кто помогает им, и, наоборот, вредить тем, кто вредит им, даже если это принесёт им меньше выгоды, чем они могли получить, если бы действовали рационально.
Мэттью Рэбин решил действовать по-другому. Все эти «аномальные свидетельства» он взял за основу для своей модели функции полезности игрока, включающую справедливость. Предположим, что участники игры «Ультиматум» отклоняют предложения о 5 % суммы денег, потому что считают, что деление 95-5 «несправедливо», и готовы отказаться от 5 %, чтобы наказать обидчика. Предположим, что субъекты в игре «Дилемма заключённого» сотрудничают, потому что они понимают, что если все будут сотрудничать, то им всем будет лучше. Рэбин намеревался включить такие понятия здравого смысла в стандартную теоретико-игровую модель.

## 3 факта
Рэбин считал, что чистый альтруизм встречается не часто. Напротив, большинство альтруистических поступков демонстрирует следующие, по его мнению, три факта:
1. Люди готовы пожертвовать своим материальным благополучием, чтобы помочь тем, кто добр.
2. Люди готовы пожертвовать своим материальным благополучием, чтобы наказать тех, кто ведет себя несправедливо к ним.
3. Обе мотивации 1 и 2 оказывают большее влияние на поведение человека с понижением материальных жертв.

Из-за существования этих трех фактов Рэбин создал функцию полезности, которая включает в себя справедливость.

## Дизайн эксперимента
Рэбин формализовал справедливость, используя модифицированную модель равновесия по Нэшу из теории игр.
Пусть полезность i-го индивида зависит от его выигрыша, веры в «доброжелательность» (kindness) выбранной стратегии j-го игрока и от доброжелательности собственной стратегии. Рэбин вводит следующие переменные: {\displaystyle a_{i}} — стратегия i-го игрока, {\displaystyle a_{j}} — стратегия j-го игрока, {\displaystyle b_{j}} — предположения i-го игрока о действии j-го игрока, {\displaystyle b_{i}} — предположения j-го игрока о действии i-го игрока, {\displaystyle c_{i}} — предположения i-го игрока о предположениях j-го игрока относительно действия i-го игрока, {\displaystyle c_{j}} — предположения j-го игрока о предположениях i-го игрока относительно действия j-го игрока
Выигрыш i-го игрока в случае, если второй игрок выбирает стратегию {\displaystyle b_{j}}, будет либо {\displaystyle {\boldsymbol {\pi }}_{i}(a_{i},b_{j})}, либо {\displaystyle {\boldsymbol {\pi }}_{j}(b_{j},a_{i})}
Справедливый исход — среднее от минимального и максимального значения выигрыша:
{\displaystyle {\boldsymbol {\pi }}_{j}^{fair}(b_{j})={\frac {1}{2}}*[{\boldsymbol {\pi }}_{j}^{max}(b_{j})+{\boldsymbol {\pi }}_{j}^{min}(b_{j})]}
{\displaystyle \blacktriangleright } Игрок добрый, если выбирает действие, которое, как он думает, приносит второму игроку больше справедливого исхода.
Функция «доброжелательности» i-ого игрока к j-ому:
{\displaystyle f_{i}(a_{i},b_{j})={\frac {{\boldsymbol {\pi }}_{j}(b_{j},a_{i})-{\boldsymbol {\pi }}_{j}^{fair}(b_{j})}{{\boldsymbol {\pi }}_{j}^{max}(b_{j})-{\boldsymbol {\pi }}_{j}^{min}(b_{j})}}}. Если {\displaystyle {\boldsymbol {\pi }}_{j}^{max}(b_{j})-{\boldsymbol {\pi }}_{j}^{min}(b_{j})=0}, тогда {\displaystyle f(a_{i},b_{j})=0}
Функция предположения i-ого игрока о том, как добр к нему будет игрок j:
{\displaystyle {\tilde {f}}_{j}(b_{j},c_{i})={\frac {{\boldsymbol {\pi }}_{i}(c_{i},b_{j})-{\boldsymbol {\pi }}_{i}^{fair}(c_{j})}{{\boldsymbol {\pi }}_{i}^{max}(c_{i})-{\boldsymbol {\pi }}_{i}^{\text{min}}(c_{i})}}}. Если {\displaystyle {\boldsymbol {\pi }}_{i}^{max}(c_{i})-{\boldsymbol {\pi }}_{i}^{\text{min}}(c_{i})=0}, тогда {\displaystyle {\tilde {f}}_{j}(b_{j},c_{i})=0}
Функция полезности, смоделированная Рэбином и учитывающая справедливость:
{\displaystyle U(a_{i},b_{j},c_{i})={\boldsymbol {\pi }}_{i}(a_{i},b_{j})+{\widetilde {f}}(b_{i},c_{i})[1+f(a_{i},b_{j})]}, где {\displaystyle {\widetilde {f}}(b_{i},c_{i})[1+f(a_{i},b_{j})]} — насколько i-ый игрок вёл себя честно в ответ на предположение честности (доброты) j-ого игрока.
Честное равновесие: {\displaystyle a_{i},a_{j}}, которые являются наилучшими ответами при {\displaystyle c_{i}=b_{i}=a_{i}} (поведение i-го игрока укладывается в его убеждения, поэтому это и является равновесием)

### Исходы новой модели
Модель с учётом справедливого отношения предполагает, что если игрок j обращается плохо с игроком i, то есть если {\displaystyle f_{j}(b_{j},c_{i})<0}, тогда игрок i в ответ будет плохо обращаться с игроком j, то есть выбирая ai. Однако, если игрок j обращается с игроком i хорошо, то есть {\displaystyle f_{j}(b_{j},c_{i})>0}, тогда игрок i будет доброжелательнее к игроку j.

## Социальное обеспечение и справедливость: применение
Рэбин также использовал свою модель полезности, учитывающую справедливость, чтобы дать определение социальному обеспечению. Для этого он использовал теоретическую игру «Хватай или Делись». Дизайн игры следующий: есть два человека, каждый из которых хочет купить одну или две банки супа. Они приходят в магазин одновременно и обнаруживают, что в ассортименте остались последние две банки супа. Выигрыши для каждой пары даны следующим образом, где выигрыши игрока i находятся слева от каждой пары, а выигрыши игрока j-справа от каждой пары:
|        | Хватай | Делись |
| ------ | ------ | ------ |
| Хватай | x, x   | 2x, 0  |
| Делись | 0, 2x  | x, x   |

Если оба захватывают или оба делятся, каждый игрок i и j получают по одной банке супа. Однако если один хватает обе банки, то другой ничего не получается. В равновесии по Нэшу выигрышным для обоих игроков вариантом будет (Хватай, Хватай) или (Делись, Делись). Более того, даже при применении модели справедливости Рэбина варианты (Хватай, Хватай) или (Делись, Делись) всегда будут честным равновесием, но при малых значениях x кооперативный выбор (Делись, Делись) будет Парето-эффективнее. Причина этого заключается в том, что если оба человека хватаются за банки и, следовательно, дерутся из-за них, то возникающая злость и плохое настроение, скорее всего, перевесят важность получения банок. Поэтому, в то время как (Хватай, Хватай) и (Делись, Делись) являются вариантами честного равновесия, в случае, когда материальный выигрыш невелик, вариант (Делись, Делись) будет доминировать над (Хватай, Хватай), поскольку на людей влияет доброта, которая увеличивает полезность. Этот пример может быть обобщен далее для описания распределения общественных благ.

### Обеспечение общественными благами и справедливость
Соутен (2006) в дальнейшем обобщил принцип справедливости, чтобы применить его для обеспечения общественных благ. Он и его коллеги провели три эксперимента, чтобы выяснить, как участники реагировали, когда один из членов их группы нарушал правило равенства, которое гласит, что все члены группы будут координировать свои действия, чтобы в равной степени и справедливо способствовать эффективному предоставлению общественных благ. Их результаты показали, что участники считали, что правило равенства должно применяться к другим, и поэтому, когда один человек нарушал это правило, наказание применялось против этого человека с точки зрения негативных реакций. Поэтому правило равенства, применяемое в реальных жизненных ситуациях, должно привести к эффективному предоставлению общественных благ, если могут быть выявлены нарушения важных правил координации и справедливости. Однако часто эти нарушения не могут быть обнаружены, что затем приводит к проблеме безбилетника и недостаточному обеспечению общественных благ.